# قائمة الفائزات بالميداليات الأولمبية في ركوب الكانو
هذه هي القائمة الكاملة للفائزات بالميداليات الأولمبية في التجديف بالكاياك ‏.

## البرنامج الحالي

### التجديف المنحدر

#### C-1
| الألعاب                                      | الذهبية                | الفضية                            | البرونزية                         |
| -------------------------------------------- | ---------------------- | --------------------------------- | --------------------------------- |
| ركوب الكنو في الألعاب الأولمبية الصيفية 2020 | جيسيكا فوكس · أستراليا | مالوري فرانكلين · بريطانيا العظمى | أندريا هرتزوغ ‏ · ألمانيا          |
| ركوب الكنو في الألعاب الأولمبية الصيفية 2024 | جيسيكا فوكس · أستراليا | إيلينا ليليك ‏ · ألمانيا           | إيفي لايبفارت ‏ · الولايات المتحدة |

#### K-1
| الألعاب                                        | الذهبية                               | الفضية                             | البرونزية                             |
| ---------------------------------------------- | ------------------------------------- | ---------------------------------- | ------------------------------------- |
| 1972 ميونيخ ‏                                   | أنجيليكا باهمان ‏ · ألمانيا الشرقية    | جيزيلا جروثهاوس ‏ · ألمانيا الغربية | ماغدالينا فوندرليخ ‏ · ألمانيا الغربية |
| 1976–1988                                      | غير مدرج في البرنامج الأولمبي         | غير مدرج في البرنامج الأولمبي      | غير مدرج في البرنامج الأولمبي         |
| 1992 برشلونة ‏                                  | اليزابت ميشيلر · ألمانيا              | دانيلا وودورد · أستراليا           | دانا كلاديك ‏ · الولايات المتحدة       |
| 1996 أتلانتا ‏                                  | ستيبانكا هيلغيرتوفا ‏ · جمهورية التشيك | دانا كلاديك ‏ · الولايات المتحدة    | ميريام فوكس-جيروزالمي ‏ · فرنسا        |
| 2000 سيدني ‏                                    | ستيبانكا هيلغيرتوفا ‏ · جمهورية التشيك | بريجيت غييبال ‏ · فرنسا             | آن-ليز باردِه ‏ · فرنسا                 |
| ركوب الكنو أولمبياد 2004                       | إيلينا كاليiska ‏ · سلوفاكيا           | ريبيكا جيدنز ‏ · الولايات المتحدة   | هيلين ريفيس · بريطانيا العظمى         |
| 2008 بكين ‏                                     | إيلينا كاليiska ‏ · سلوفاكيا           | جاكلين لورانس · أستراليا           | فيوليتا أوبلينجر بيترز · النمسا       |
| 2012 لندن ‏                                     | إميلي فير ‏ · فرنسا                    | جيسيكا فوكس · أستراليا             | مايالين تشوراوت · إسبانيا             |
| سباق القوارب في الألعاب الأولمبية الصيفية 2016 | مايالين تشوراوت · إسبانيا             | لويكا جونز ‏ · نيوزيلندا            | جيسيكا فوكس · أستراليا                |
| ركوب الكنو في الألعاب الأولمبية الصيفية 2020   | ريكاردا فونك ‏ · ألمانيا               | مايالين تشوراوت · إسبانيا          | جيسيكا فوكس · أستراليا                |
| ركوب الكنو في الألعاب الأولمبية الصيفية 2024   | جيسيكا فوكس · أستراليا                | كلوديا زفولينسكا ‏ · بولندا         | كيمبرلي وودز · بريطانيا العظمى        |

#### قارب الكاياك
| الألعاب                                      | الذهبية               | الفضية              | البرونزية                      |
| -------------------------------------------- | --------------------- | ------------------- | ------------------------------ |
| ركوب الكنو في الألعاب الأولمبية الصيفية 2024 | نومي فوكس ‏ · أستراليا | أنجيل هيوغ ‏ · فرنسا | كيمبرلي وودز · بريطانيا العظمى |

### سباق القوارب

#### C-1 200 متر
| الألعاب                                      | الذهبية                          | الفضية                           | البرونزية                  |
| -------------------------------------------- | -------------------------------- | -------------------------------- | -------------------------- |
| ركوب الكنو في الألعاب الأولمبية الصيفية 2020 | نيفين هاريسون · الولايات المتحدة | لورنس فينسنت لابوانت ‏ · كندا     | ليودميلا لوزان ‏ · أوكرانيا |
| ركوب الكنو في الألعاب الأولمبية الصيفية 2024 | كاتي فينسنت ‏ · كندا              | نيفين هاريسون · الولايات المتحدة | ياريسليديس سيريلو ‏ · كوبا  |

#### C-2 500 متر
| الألعاب                                      | الذهبية                             | الفضية                                                | البرونزية                                       |
| -------------------------------------------- | ----------------------------------- | ----------------------------------------------------- | ----------------------------------------------- |
| ركوب الكنو في الألعاب الأولمبية الصيفية 2020 | شو شيشياو ‏ · and سون منغيا ‏ (الصين) | أنستاسيا تشيتفريكوفا · and ليودميلا لوزان ‏ (أوكرانيا) | لورنس فينسنت لابوانت ‏ · and كاتي فينسنت ‏ (كندا) |
| ركوب الكنو في الألعاب الأولمبية الصيفية 2024 | شو شيشياو ‏ · and سون منغيا ‏ (الصين) | أنستاسيا ريباتشوك ‏ · and ليودميلا لوزان ‏ (أوكرانيا)   | سلون ماكنزي ‏ · and كاتي فينسنت ‏ (كندا)          |

#### K-1 500 متر
| الألعاب                                        | الذهبية                                      | الفضية                                               | البرونزية                              |
| ---------------------------------------------- | -------------------------------------------- | ---------------------------------------------------- | -------------------------------------- |
| 1948 لندن ‏                                     | كارين هوف · الدنمارك                         | ألِيدا فان دير أنكير-دودنز ‏ · هولندا                  | فريتزي شوينغل ‏ · النمسا                |
| 1952 هلسنكي ‏                                   | سولفي سايمو · فنلندا                         | غيرترود ليبهارت ‏ · النمسا                            | نينا سافينا ‏ · الاتحاد السوفيتي        |
| 1956 ملبورن ‏                                   | يليزافيتا ديمينتيفا ‏ · الاتحاد السوفيتي      | تيريز زينز ‏ · فريق عموم ألمانيا في الألعاب الأولمبية | توڤه سوب ‏ · الدنمارك                   |
| 1960 روما ‏                                     | أنطونينا سيريدينا ‏ · الاتحاد السوفيتي        | تيريز زينز ‏ · فريق عموم ألمانيا في الألعاب الأولمبية | دانiela Walkowiak ‏ · بولندا            |
| 1964 طوكيو ‏                                    | لودميلا خفيدوسيوك بينايفا · الاتحاد السوفيتي | هيلدي لاوير ‏ · رومانيا                               | مارسيا جونز ‏ · الولايات المتحدة        |
| 1968 مكسيكو سيتي ‏                              | لودميلا خفيدوسيوك بينايفا · الاتحاد السوفيتي | ريناته بروير · ألمانيا الغربية                       | فيوريكا دوميترو ‏ · رومانيا             |
| 1972 ميونيخ ‏                                   | يوليا ريابشينسكايا ‏ · الاتحاد السوفيتي       | ميك جاابيس ‏ · هولندا                                 | آنا بففر ‏ · المجر                      |
| 1976 مونتريال ‏                                 | كارولا زيرزوف ‏ · ألمانيا الشرقية             | تاتيانا كورشونوفا ‏ · الاتحاد السوفيتي                | كلارا رايناي ‏ · المجر                  |
| 1980 موسكو ‏                                    | بريجيت فيشر · ألمانيا الشرقية                | فانيا جيشيفا ‏ · بلغاريا                              | أنطونينا ميلنيكوفا ‏ · الاتحاد السوفيتي |
| 1984 لوس أنجلوس ‏                               | أغنيتا أندرسون · السويد                      | باربرا شوتبيلز ‏ · ألمانيا الغربية                    | أنيميك ديركس ‏ · هولندا                 |
| 1988 سيول ‏                                     | فانيا جيشيفا ‏ · بلغاريا                      | بريجيت فيشر · ألمانيا الشرقية                        | إيزابيلا ديلوسكا ‏ · بولندا             |
| 1992 برشلونة ‏                                  | بريجيت فيشر · ألمانيا                        | ريتا كوبان ‏ · المجر                                  | إيزابيلا ديلوسكا ‏ · بولندا             |
| 1996 أتلانتا ‏                                  | ريتا كوبان ‏ · المجر                          | كارولين برونيه · كندا                                | خوسيفا إيدم ‏ · إيطاليا                 |
| 2000 سيدني ‏                                    | خوسيفا إيدم جيريني · إيطاليا                 | كارولين برونيه · كندا                                | كاترين بورشيرت · أستراليا              |
| ركوب الكنو أولمبياد 2004                       | ناتاشا دوشيف يانيتش · المجر                  | خوسيفا إيدم جيريني · إيطاليا                         | كارولين برونيه · كندا                  |
| 2008 بكين ‏                                     | إنّا أوسيبينكو ‏ · أوكرانيا                    | خوسيفا إيدم ‏ · إيطاليا                               | كاترين فاغنر أوغوستين · ألمانيا        |
| 2012 لندن ‏                                     | دانوتا كوزاك ‏ · المجر                        | إنّا أوسيبينكو ‏ · أوكرانيا                            | بريدجيت هارتلي ‏ · جنوب إفريقيا         |
| سباق القوارب في الألعاب الأولمبية الصيفية 2016 | دانوتا كوزاك ‏ · المجر                        | إيما يورجنسن ‏ · الدنمارك                             | ليزا كارينجتون · نيوزيلندا             |
| ركوب الكنو في الألعاب الأولمبية الصيفية 2020   | ليزا كارينجتون · نيوزيلندا                   | تمارا تشيباش · المجر                                 | إيما يورجنسن ‏ · الدنمارك               |
| ركوب الكنو في الألعاب الأولمبية الصيفية 2024   | ليزا كارينجتون · نيوزيلندا                   | تمارا تشيباش · المجر                                 | إيما يورجنسن ‏ · الدنمارك               |

#### K-2 500 متر
| الألعاب                                        | الذهبية                                                                      | الفضية                                                                    | البرونزية                                                             |
| ---------------------------------------------- | ---------------------------------------------------------------------------- | ------------------------------------------------------------------------- | --------------------------------------------------------------------- |
| 1960 روما ‏                                     | ماريا شوبينا ‏ · and أنطونينا سيريدينا ‏ (الاتحاد السوفيتي)                    | تيريز زينز ‏ · and إنغريد هارتمان (فريق عموم ألمانيا في الألعاب الأولمبية) | كلارا فريد-بانفالف ‏ · and فيلما إيجريسي ‏ (المجر)                      |
| 1964 طوكيو ‏                                    | أنماري زيمارمان · and روزويتا إسير ‏ (فريق عموم ألمانيا في الألعاب الأولمبية) | فرانسينا فوكس · and غلوريان بيريي ‏ (الولايات المتحدة)                     | هيلدي لاوير ‏ · and كورنيليا سيديري ‏ (رومانيا)                         |
| 1968 مكسيكو سيتي ‏                              | أنماري زيمارمان · and روزويتا إسير ‏ (ألمانيا الغربية)                        | آنا بففر ‏ · and كاتالين روزنيوي ‏ (المجر)                                  | لودميلا خفيدوسيوك بينايفا · and أنطونينا سيريدينا ‏ (الاتحاد السوفيتي) |
| 1972 ميونيخ ‏                                   | لودميلا خفيدوسيوك بينايفا · and يكايتينا كوريشكو ‏ (الاتحاد السوفيتي)         | ايلزي كاشوب ‏ · and بترا جرابوفسكي ‏ (ألمانيا الشرقية)                      | ماريا نيكيفوروف ‏ · and فيوريكا دوميترو ‏ (رومانيا)                     |
| 1976 مونتريال ‏                                 | نينا جوپوفا ‏ · and غالينا كريفت ‏ (الاتحاد السوفيتي)                          | آنا بففر ‏ · and كلارا رايناي ‏ (المجر)                                     | باربل كوستر ‏ · and كارولا زيرزوف ‏ (ألمانيا الشرقية)                   |
| 1980 موسكو ‏                                    | كارستا جيناوس ‏ · and مارتينا بيشوف ‏ (ألمانيا الشرقية)                        | غالينا أليكسيفا · and نينا تروفيموفا (الاتحاد السوفيتي)                   | إيفا راكوس ‏ · and ماريا زاكارياس ‏ (المجر)                             |
| 1984 لوس أنجلوس ‏                               | أغنيتا أندرسون · and آنا أولسون ‏ (السويد)                                    | ألكسندرا بار · and سو هولواي (كندا)                                       | خوسيفا إيدم ‏ · and باربرا شوتبيلز ‏ (ألمانيا الغربية)                  |
| 1988 سيول ‏                                     | بريجيت فيشر · and أنكا فون سيك ‏ (ألمانيا الشرقية)                            | فانيا جيشيفا ‏ · and ديانا باليسكا ‏ (بلغاريا)                              | أنيميك ديركس ‏ · and آنا وود (راكبة الكنو) (هولندا)                    |
| 1992 برشلونة ‏                                  | رامونا بورتفيتش · and أنكا فون سيك ‏ (ألمانيا)                                | سوزان غونارسون · and أغنيتا أندرسون (السويد)                              | ريتا كوبان ‏ · and إيفا دونوز ‏ (المجر)                                 |
| 1996 أتلانتا ‏                                  | سوزان غونارسون · and أغنيتا أندرسون (السويد)                                 | بريجيت فيشر · and رامونا بورتفيتش (ألمانيا)                               | آنا وود (راكبة الكنو) · and كاترين بورشيرت (أستراليا)                 |
| 2000 سيدني ‏                                    | بريجيت فيشر · and كاترين فاغنر أوغوستين (ألمانيا)                            | كاتالين كوفاتش · and زيلفيا سزابو ‏ (المجر)                                | بياتا سوكولوفسكا ‏ · and أنيتا باستوشكا (بولندا)                       |
| ركوب الكنو أولمبياد 2004                       | كاتالين كوفاتش · and ناتاشا دوشيف يانيتش (المجر)                             | بريجيت فيشر · and كارولين ليونهارت ‏ (ألمانيا)                             | بياتا سوكولوفسكا ‏ · and أنيتا باستوشكا (بولندا)                       |
| 2008 بكين ‏                                     | كاتالين كوفاتش · and ناتاشا دوشيف يانيتش (المجر)                             | بياتا ميكولايجيك ‏ · and أنيتا كونيشنا ‏ (بولندا)                           | ماري ديلاتر ‏ · and آن-لور فيار ‏ (فرنسا)                               |
| 2012 لندن ‏                                     | فرنسيسكا فيبر · and تينا ديتزه (ألمانيا)                                     | كاتالين كوفاتش · and ناتاشا دوشيف يانيتش (المجر)                          | بياتا ميكولايجيك ‏ · and كارولينا نجا (بولندا)                         |
| سباق القوارب في الألعاب الأولمبية الصيفية 2016 | جابرييل سابو · and دانوتا كوزاك ‏ (المجر)                                     | فرنسيسكا فيبر · and تينا ديتزه (ألمانيا)                                  | بياتا ميكولايجيك ‏ · and كارولينا نجا (بولندا)                         |
| ركوب الكنو في الألعاب الأولمبية الصيفية 2020   | ليزا كارينجتون · and كاتلين ريان (نيوزيلندا)                                 | كارولينا نجا · and آنا بولافسكا ‏ (بولندا)                                 | دانوتا كوزاك ‏ · and دورا بودوني ‏ (المجر)                              |
| ركوب الكنو في الألعاب الأولمبية الصيفية 2024   | ليزا كارينجتون · and أليسيا هوسكين ‏ (نيوزيلندا)                              | تمارا تشيباش · and أليدا دورا غازسو ‏ (المجر)                              | بولينا باسزيك ‏ · and جول هايك ‏ (ألمانيا)                              |
| ركوب الكنو في الألعاب الأولمبية الصيفية 2024   | ليزا كارينجتون · and أليسيا هوسكين ‏ (نيوزيلندا)                              | تمارا تشيباش · and أليدا دورا غازسو ‏ (المجر)                              | نويمي بوب ‏ · and سارا فويت ‏ (المجر)                                   |

#### K-4 500 متر
| الألعاب                                        | الذهبية                                                                                   | الفضية                                                                                      | البرونزية                                                                                   |
| ---------------------------------------------- | ----------------------------------------------------------------------------------------- | ------------------------------------------------------------------------------------------- | ------------------------------------------------------------------------------------------- |
| 1984 لوس أنجلوس ‏                               | رومانيا (ROU) · أجافيا كونستانتين ‏ · نستاسيا إيونيسكو ‏ · تيكلا مارينيسكو ‏ · ماريا ستيفان ‏ | السويد (SWE) · أغنيتا أندرسون · آنا أولسون ‏ · إيفا كارلسون · سوزان غونارسون                 | كندا (CAN) · ألكسندرا بار · لوسي قواي · سو هولواي · باربرا أولمستيد ‏                        |
| 1988 سيول ‏                                     | ألمانيا الشرقية (GDR) · بريجيت فيشر · أنكا فون سيك ‏ · رامونا بورتفيتش · هايكي سينجر ‏      | المجر (HUN) · إيريكا جيتشي ‏ · إيريكا ميزاروش ‏ · إيفا راكوس ‏ · ريتا كوبان ‏                   | بلغاريا (BUL) · فانيا جيشيفا ‏ · ديانا باليسكا ‏ · أوغنيانا بيتكوفا · بوريسلافا إيفانوفا ‏     |
| 1992 برشلونة ‏                                  | المجر (HUN) · ريتا كوبان ‏ · إيفا دونوز ‏ · إيريكا ميزاروش ‏ · كينجا تشيجاني ‏                | ألمانيا (GER) · كاترين بورشيرت · رامونا بورتفيتش · بريجيت فيشر · أنكا فون سيك               | السويد (SWE) · آنا أولسون ‏ · أغنيتا أندرسون · ماريا هاغلوند · سوزان روزنكفيست ‏              |
| 1996 أتلانتا ‏                                  | ألمانيا (GER) · أنيت شاك ‏ · بريجيت فيشر · مانويلا موكه ‏ · رامونا بورتفيتش                 | سويسرا (SUI) · جابي مولر · إنغريد هارالمو ‏ · سابين أيشنبرجر ‏ · دانييلا باومر ‏               | السويد (SWE) · سوزان روزنكفيست ‏ · آنا أولسون ‏ · إنجيلا إريكسون ‏ · أغنيتا أندرسون            |
| 2000 سيدني ‏                                    | ألمانيا (GER) · بريجيت فيشر · مانويلا موكه ‏ · أنيت شاك ‏ · كاترين فاغنر أوغوستين           | المجر (HUN) · ريتا كوبان ‏ · كاتالين كوفاتش · زيلفيا سزابو ‏ · إرزيبيت فيسكي ‏                 | رومانيا (ROU) · رالكا يونيتا · مارينا ليمباو ‏ · إيلينا رادو ‏ · ساندا توما ‏                  |
| ركوب الكنو أولمبياد 2004                       | ألمانيا (GER) · بريجيت فيشر · كارولين ليونهارت ‏ · مايكي نولن ‏ · كاترين فاغنر أوغوستين     | المجر (HUN) · كاتالين كوفاتش · زيلفيا سزابو ‏ · إرزيبيت فيسكي ‏ · كينجا بوتا ‏                 | أوكرانيا (UKR) · إنّا أوسيبينكو ‏ · تيتيانا سيميكا ‏ · هانا بالابانوفا · أولينا تشيريفاتوفا ‏   |
| 2008 بكين ‏                                     | ألمانيا (GER) · فاني فيشر · نيكول راينهارد · كاترين فاغنر أوغوستين · كوني واسموت ‏         | المجر (HUN) · كاتالين كوفاتش · جابرييل سابو · دانوتا كوزاك ‏ · ناتاشا دوشيف يانيتش           | أستراليا (AUS) · ليزا أولدينهوف ‏ · هانا ديفيس · شانتال ميك ‏ · ليندسي فوغارتي ‏               |
| 2012 لندن ‏                                     | المجر (HUN) · جابرييل سابو · دانوتا كوزاك ‏ · كاتالين كوفاتش · كريستينا فازيكاس ‏           | ألمانيا (GER) · كارولين ليونهارت ‏ · فرنسيسكا فيبر · كاترين فاغنر أوغوستين · تينا ديتزه      | بيلاروس (BLR) · إيرينا باميالوفا ‏ · ندزييا بابوك · فولها خودزينكا ‏ · مارينا باوتاران        |
| سباق القوارب في الألعاب الأولمبية الصيفية 2016 | المجر (HUN) · جابرييل سابو · دانوتا كوزاك ‏ · تمارا تشيباش · كريستينا فازيكاس ‏             | ألمانيا (GER) · سابرينا هيرينغ · فرنسيسكا فيبر · ستيفي كريجيرشتاين ‏ · تينا ديتزه            | بيلاروس (BLR) · مارهاریتا ماخنيفا ‏ · ندزييا ليابيشكا ‏ · فولها خودزينكا ‏ · مارينا ليتفينشوك ‏ |
| ركوب الكنو في الألعاب الأولمبية الصيفية 2020   | المجر (HUN) · دانوتا كوزاك ‏ · تمارا تشيباش · آنا كاراش ‏ · دورا بودوني ‏                    | بيلاروس (BLR) · مارهاریتا ماخنيفا ‏ · ندزييا ليابيشكا ‏ · فولها خودزينكا ‏ · مارينا ليتفينشوك ‏ | بولندا (POL) · كارولينا نجا · آنا بولافسكا ‏ · يوستينا إسكرتشكا ‏ · هيلينا فيشنيوفسكا ‏        |
| ركوب الكنو في الألعاب الأولمبية الصيفية 2024   | نيوزيلندا (NZL) · ليزا كارينجتون · أليسيا هوسكين ‏ · أوليفيا بريت ‏ · تارا فون ‏             | ألمانيا (GER) · بولينا باسزيك ‏ · جول هايك ‏ · بولين ياجش ‏ · سارة بروسلر ‏                     | المجر (HUN) · نويمي بوب ‏ · سارا فويت ‏ · تمارا تشيباش · أليدا دورا غازسو ‏                    |

## فعالية متوقفة

### K-1 200 متر
| الألعاب                                        | الذهبية                    | الفضية                         | البرونزية                   |
| ---------------------------------------------- | -------------------------- | ------------------------------ | --------------------------- |
| 2012 لندن ‏                                     | ليزا كارينجتون · نيوزيلندا | إنّا أوسيبينكو ‏ · أوكرانيا      | ناتاشا دوشيف يانيتش · المجر |
| سباق القوارب في الألعاب الأولمبية الصيفية 2016 | ليزا كارينجتون · نيوزيلندا | مارتا والفجيكيفيتش ‏ · بولندا   | إنّا أوسيبينكو ‏ · أذربيجان   |
| ركوب الكنو في الألعاب الأولمبية الصيفية 2020   | ليزا كارينجتون · نيوزيلندا | ماريا تيريزا بورتيلا · إسبانيا | إيما يورجنسن ‏ · الدنمارك    |